# 7e Match des étoiles de la Ligue continentale de hockey
Match précédent Match suivant
Le 7e Match des étoiles de la Ligue continentale de hockey, la Kontinentalnaïa Hokkeïnaïa Liga, se déroule le 25 janvier 2015 au Palais des glaces Bolchoï de Sotchi en Russie. Il oppose la Conférence de l'Est à la Conférence de l'Ouest.